# Iglesia de San Lorenzo de Carangas
San Lorenzo de Carangas es una iglesia ubicada en la ciudad boliviana de Potosí, en el departamento homónimo. La edificación es parte del Patrimonio cultural de Bolivia y tiene la categoría de Monumento.

## Historia
Según historiadores fue llamada antiguamente La Anunciación y junto con la iglesia de Santa Bárbara fueron las primeras iglesias construidas en la ciudad. La Construcción de San Lorenzo "La Anunciación" se inició en el año 1548, pero una fuerte nevada desplomó el templo diez años más tarde por lo que tuvo que ser reparada. 
A la llegada del Virrey Toledo, se cambió su nombre por el de San Lorenzo de Carangas, por estar destinada al culto del pueblo indígena carangas. Cuando se construyó la actual catedral, pasó a ser parroquia de indios.
Sin embargo la mayor remodelación corresponde al siglo XVIII, época en la que se levantó la cúpula y se hizo la portada barroca-mestiza de una vasta riqueza ornamental.

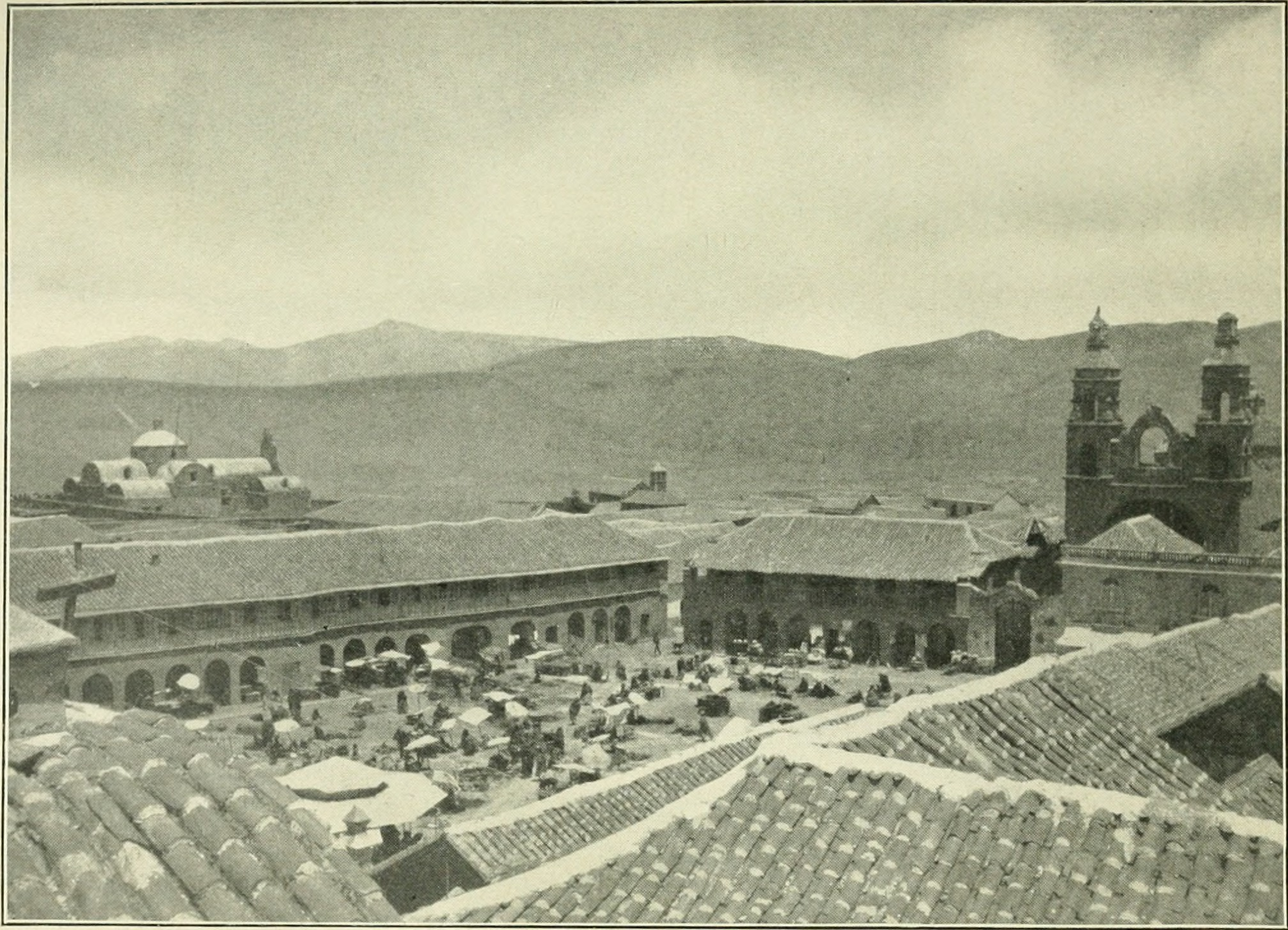
La iglesia de San Lorenzo con el perfil urbano de Potosí en 1911.

## Características
La fachada del templo presenta una amplia decoración en la que se destacan numerosas figuras como sirenas con instrumentos, se ha postulado la idea de que fueran  las sirenas Quesintuu y Umantuu, pero se descartó ésta posibilidad por la lejanía del Templo con respecto al lago Titicaca donde estas figuras eran conocidas 